# Marie de Saxe (1827-1857)
Ne doit pas être confondu avec Marie de Saxe (1799-1832) ou Marie de Saxe (1515-1583).
La princesse Marie de Saxe (en allemand, Maria Auguste Friederike Karoline Ludovike Amalie Maximiliane Franziska Nepomucena Xaveria  Prinzessin von Sachsen), née le 22 janvier 1827 à Dresde, et morte le 8 octobre 1857 à Dresde, fille aînée du roi Jean Ier de Saxe et d'Amélie de Bavière, est un membre de la Maison de Wettin.

## Biographie
Lorsque Marie de Saxe naît en 1827, son père Jean n'est pas encore roi de Saxe (il le deviendra en 1854). Elle est la sœur aînée des rois Albert et Georges de Saxe. Elle est également la cousine germaine de François-Joseph Ier d'Autriche. Elle est Dame des Ordres de la Croix-Étoilée et de Sainte-Élisabeth.
La princesse Marie demeurera célibataire et meurt en 1857 à Dresde à l'âge de 30 ans. Elle est inhumée dans la crypte royale de la cathédrale de la Sainte-Trinité de Dresde.

## Phaléristique
- Dame noble de l'ordre de la Croix étoilée, Autriche-Hongrie.
- Dame de première classe de l’ordre de Sainte-Élisabeth, Royaume de Bavière.